# Епархия Илигана
Епархия Илигана (лат. Dioecesis Iliganensis) — епархия Римско-Католической церкви с центром в городе Илиган, Филиппины. Епархия Илигана распространяет свою юрисдикцию на провинцию Северный Ланао. Епархия Илигана входит в митрополию Осамиса. Кафедральным собором епархии Илигана является церковь святого Михаила Архангела.

## История
17 февраля 1971 года Римский папа Павел VI издал буллу Qui in Apostolici, которой учредил территориальную прелатуру Илигана, выделив её из территориальной прелатуры Осамиса (сегодня — Архиепархия Осамиса). В этот же день территориальная прелатура Илигана вошла в митрополию Кагаян-де-Оро.
20 ноября 1976 года территориальная прелатура передала часть своей территории для возведения новой территориальной прелатуры Марави.
15 ноября 1982 года Римский папа Иоанн Павел II издал буллу Cum Decessores, которой преобразовал территориальную прелатуру Илигана в епархию.
24 января 1983 года епархия Илигана вошла в митрополию Осамиса.

## Ординарии епархии
- епископ Bienvenido Solon Tudtud (17.02.1971 — 25.04.1977) — назначен прелатом территориальной прелатуры Марави;
- епископ Фернандо Роблес Капалья (25.04.1977 — 28.06.1994);
- епископ Emilio Layon Bataclan (3.05.1995 — 21.06.2004);
- епископ Elenito Reyes Galido (25.03.2006 — по настоящее время).

## Источник
- Annuario Pontificio, Libreria Editrice Vaticana, Città del Vaticano, 2003, ISBN 88-209-7422-3
- Булла Qui in Apostolici (лат.)
- Булла Cum Decessores, AAS 75 (1983) I, стр. 357 (лат.)